# Peridontodesmella alba
Peridontodesmella alba är en mångfotingart som beskrevs av Christoph D. Schubart 1956. Peridontodesmella alba ingår i släktet Peridontodesmella och familjen Cryptodesmidae. Inga underarter finns listade i Catalogue of Life.